# Erik Silance
Erik Silance, né le 29 janvier 1964 à Etterbeek (Bruxelles) en Belgique et mort le 16 mai 2013, est un journaliste, réalisateur et producteur de télévision. Il est titulaire d'une licence en droit.

## Biographie
Erik Silance fait ses études primaires et secondaires à l'Athénée Robert Catteau avant de s'inscrire en 1981 en droit à l'Université libre de Bruxelles (ULB). Parallèlement à l'université, il participe à la création de plusieurs radios libres en Belgique.
Licencié (master) en droit de l'ULB en 1986, Erik Silance est engagé l'année suivante comme journaliste à RTL-TVI, la chaîne belge de RTL Group.
En 1991, il est correspondant de guerre en Arabie saoudite et au Koweït pendant la guerre du Golfe. Il couvre ensuite l'éclatement de la Yougoslavie ainsi que les conflits qui secouent l'Afrique centrale. Il réalise de nombreux reportages pour les journaux télévisés et les magazines de la chaîne.
De 1996 à 1999, il est rédacteur en chef adjoint de RTL-TVI et présente le journal radio de Bel RTL. Il crée également le magazine "Reporters".
Après un passage à Télé Bruxelles, Erik Silance participe de 2001 à 2004 à la création d'AB3 en tant que directeur de l'information.
En 2004, il est nommé porte-parole du ministre Armand De Decker (Ministre fédéral de la coopération au développement), fonction qu'il exerce durant 3 ans.
En 2008, il crée la société de production Zebra Images qui produit des documentaires, des reportages et des programmes de télévision.
En 2013, Erik Silance rejoint la RTBF, la télévision publique belge francophone. Il y dirige l'ensemble des équipes techniques allouées à la production des émissions de télévision.

## Filmographie
- Droit de suite, documentaire de 62 minutes, coproduction Zebra Images, Be TV, RTL-TVI (2012)[10].
- Libération conditionnelle, documentaire de 52 minutes, coproduction Zebra Images, Be TV, RTL-TVI (2012)[11] ; Sélection officielle FIFPL 2013.
- Affaires criminelles, documentaire de 52 minutes, coproduction Zebra Images, Be TV, RTL-TVI (2011)[12].
- A charge et à décharge, documentaire de 63 minutes, coproduction Zebra Images, Be TV, RTL-TVI (2010)[13] ; Sélection officielle RIDM 2011.
- Centre fermé, documentaire de 52 minutes, coproduction Zebra Images, Be TV, RTL-TVI (2010)[14].
- Exploits d'huissiers, documentaire de 49 minutes (coréalisé avec Juan Carlos Yonte), coproduction Zebra Images, Be TV, RTL-TVI (2009)[15].
- Gardiens de prison, documentaire de 59 minutes, coproduction Zebra Images, Be TV, RTL-TVI (2009)[16] ; Prix de la presse Dexia 2009.
- Justice pour tous, documentaire de 52 minutes (coréalisé avec Juan Carlos Yonte), coproduction Zebra Images, Be TV, RTL-TVI (2009)[17].
- Justice Express, documentaire de 54 minutes, coproduction Zebra Images, Be TV, RTL-TVI (2008)[18].
- Nombreux reportages pour les magazines et les journaux télévisés de RTL-TVI.

## Récompenses et nominations
- Prix de la presse Dexia 2009 pour le documentaire "Gardiens de prison"[19].
- Sélection officielle aux Rencontres Internationales du Documentaire de Montréal 2011 pour le documentaire "A charge et à décharge"[20].

- Sélection officielle au Festival International du Film Policier de Liège 2013 pour le documentaire "Libération conditionnelle"[21].